# Camelotia
Camelotia (лат.) — род динозавров из подотряда завроподоморф, живших во времена верхнего триаса (рэтский век) на территории современной Англии. Типовой и единственный вид Camelotia borealis описан Галтоном в 1985 году.

## Таксономия
Раньше Camelotia относили к прозауроподам, но таксономия этой группы примитивных динозавров постоянно пересматривается. В настоящее время выявлено, что к роду Camelotia следует относить посткраниальную часть химерного ископаемого, описанного как Avalonianus.